# 蒙塔古島 (阿拉斯加州)

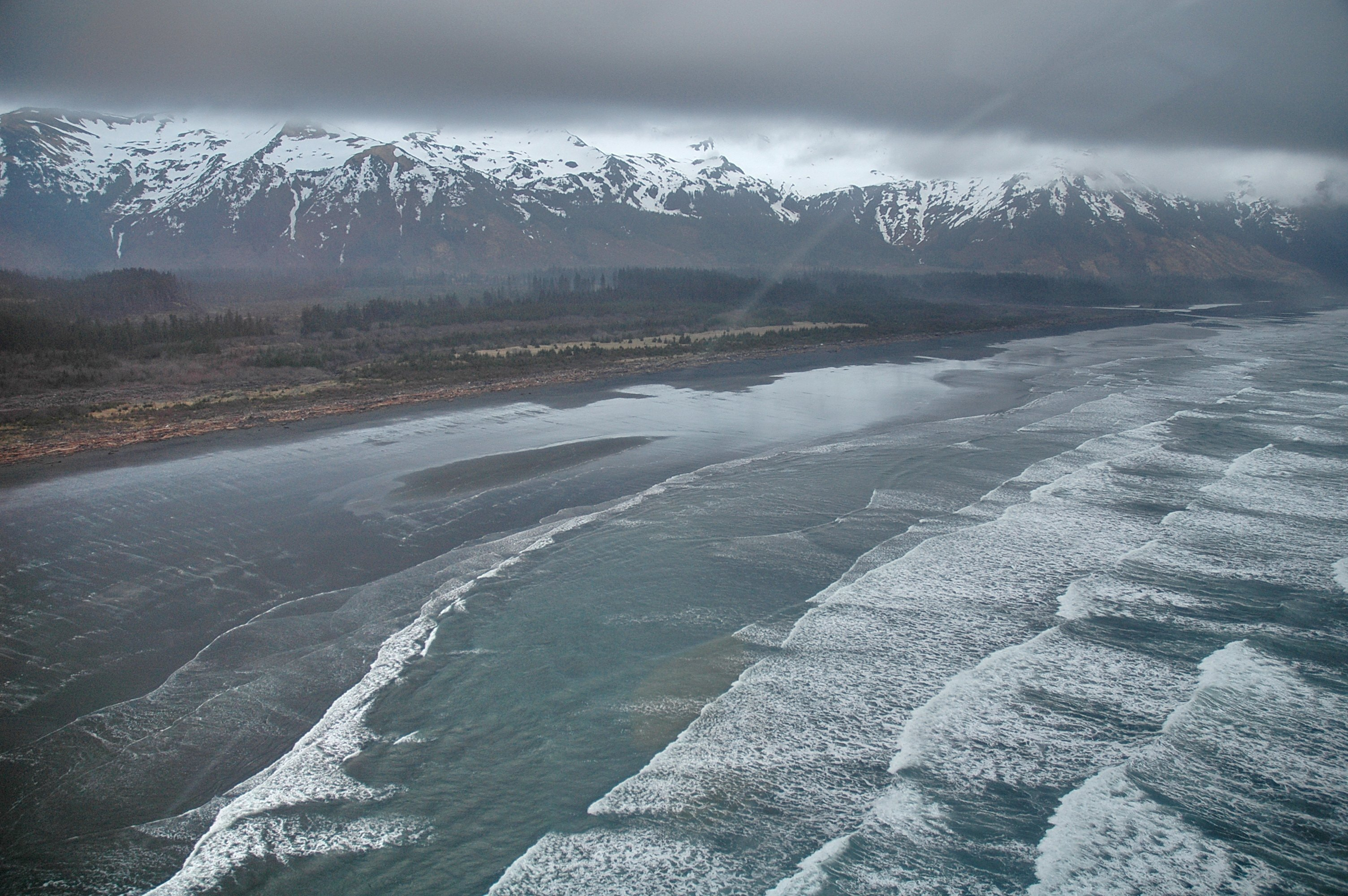
蒙塔古島退潮（2010年）

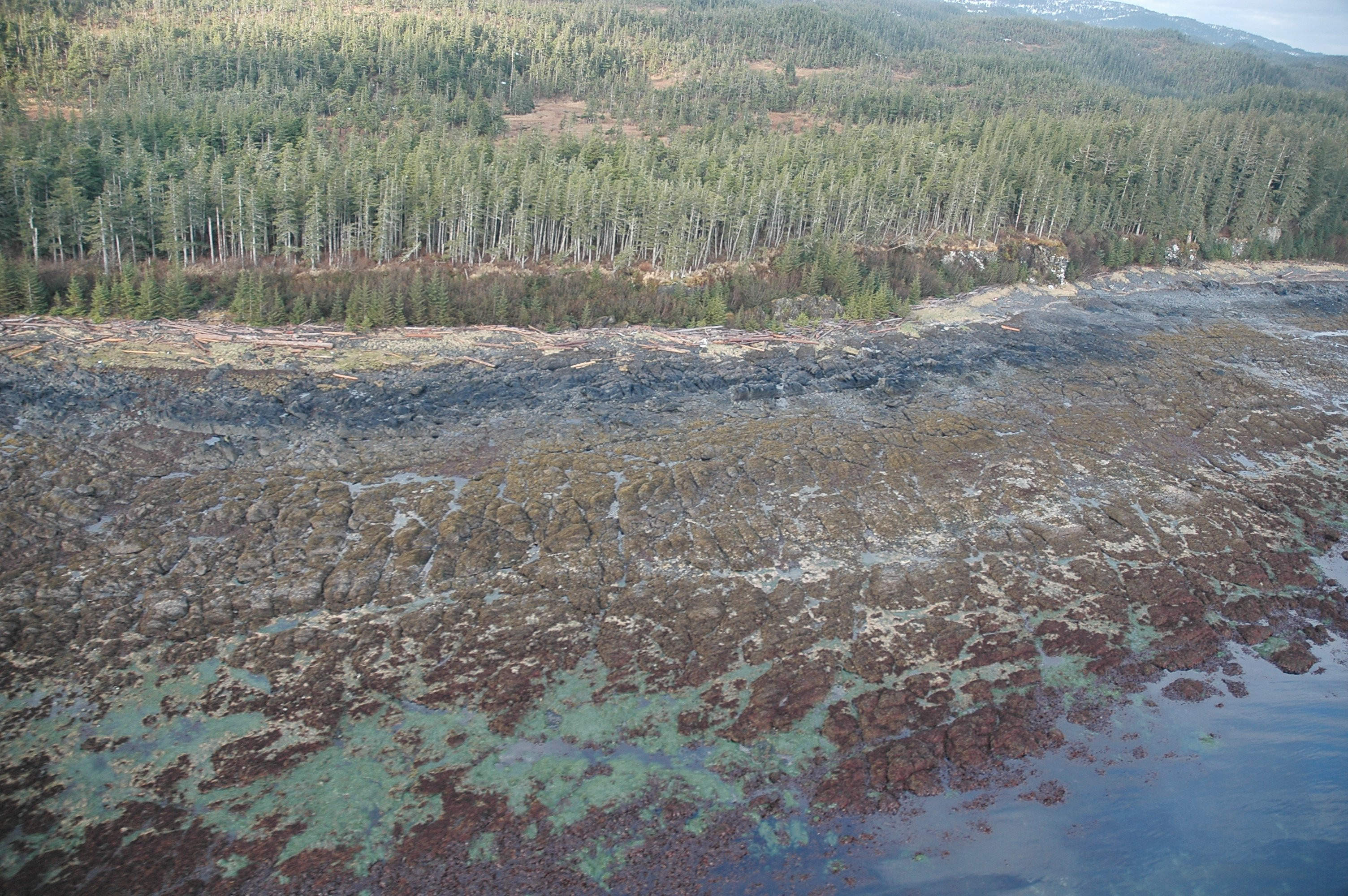
2010 年 11 月 16 日拍摄的航拍照片。

蒙塔古島（英語：Montague Island）是美國阿拉斯加州的島嶼，位於阿拉斯加灣的威廉王子灣入口處，面積790.88平方公里，是美國第26大島嶼，島上無人居住。

## 外部連結
- Center for Alaskan Coastal Studies （页面存档备份，存于）
- The Marine Conservation Alliance Foundation
- Gulf of Alaska Keeper （页面存档备份，存于）

60°06′33″N 147°20′28″W / 60.10917°N 147.34111°W